# Aleksandr Nikolayev (cầu thủ bóng đá)
Aleksandr Igorevich Nikolayev (tiếng Nga: Александр Игоревич Николаев; sinh ngày 11 tháng 5 năm 1993) là một cầu thủ bóng đá người Nga. Anh cũng mang quốc tịch Ukraina với tên Oleksandr Ihorovych Nikolayev (tiếng Ukraina: Олександр Ігорович Ніколаєв). Anh thi đấu cho F.K. Lokomotiv-Kazanka Moskva.

## Sự nghiệp câu lạc bộ
Anh có màn ra mắt tại Giải bóng đá chuyên nghiệp quốc gia Nga cho FC Domodedovo Moskva vào ngày 2 tháng 9 năm 2016 trong trận đấu với FC Kolomna.